# I've Just Seen a Face
«I've Just Seen a Face» es una canción de The Beatles. Apareció en el Reino Unido en el álbum Help! de 1965, y en Estados Unidos en el álbum Rubber Soul de Capitol el mismo año.

## Composición
"I've Just Seen a Face" fue escrita por Paul McCartney (acreditada a Lennon-McCartney), y cuenta con McCartney en la voz principal. Antes de su lanzamiento, la canción fue brevemente titulada "Aunty Gin's Theme", ya que era una de las favoritas de la hermana menor de su padre. Es una de las pocas canciones de los Beatles que no cuenta con una pista de bajo.
McCartney ha declarado: "Fue un poco country y western, desde mi punto de vista... era más rápida, aunque, era una cosa extraña. Estuve bastante contento con ella. La letra funciona, se mantiene arrastrándote hacia adelante, te mantiene tirando a la siguiente línea, hay una calidad insistente que es lo que me gustó".
Su letra contiene una compleja secuencia de rimas ("I have never known/The like of this/I've been alone/And I have missed") que es responsable del impacto de la canción. Según el crítico de música Richie Unterberger de Allmusic, "varias canciones de Beatles for Sale, como así también "I'll Cry Instead" de A Hard Day's Night, se han inclinado a los géneros country y al western. Pero "I've Just Seen a Face" era de un country puro, con un tempo tan rápido que podría haber sido bluegrass si no fuera por la ausencia de bajo y violín". El crítico musical Ian MacDonald dijo que el tempo de la canción "levantó las canciones posteriores del álbum Help! con su frescura". Capitol Records lo eligió como el tema principal de la edición estadounidense de Rubber Soul con la intención de darle al álbum una sensación acústica más fuerte, en sintonía con el movimiento folk-rock en ese momento.

## Grabación
La canción fue grabada por los Beatles el 14 de junio de 1965 en los Estudios Abbey Road en Londres, en la misma sesión que "Yesterday" y "I'm Down".

## Personal
Según Ian MacDonald.
- Paul McCartney – voz, guitarra acústica (Epiphone Texan), guitarra eléctrica (Epiphone Casino).
- John Lennon – guitarra acústica (Gibson J-160e).
- George Harrison – guitarra acústica de 12 cuerdas (Framus Hootenany).
- Ringo Starr – maracas, batería (Ludwig Super Classic).

## Versiones en vivo de McCartney
La canción siguió siendo una de las favoritas de McCartney, como se deduce de las actuaciones en directo durante su carrera como solista. Fue una de las cinco canciones de los Beatles tocadas en el tour Wings Over America en 1976. Versiones posteriores a los Beatles aparecieron en el álbum de 1976 Wings Over America, en el álbum de 1991 Unplugged (The Official Bootleg) y en el DVD de 2005, Live In Red Square. Fue recientemente interpretada en su tour de 2022 y 2024 "Got Back".

## Otras versiones
- El grupo americano Charles River Valley Boys grabó una versión en el género bluegrass en su álbum de 1966 Beatle Country.
- The Dillards grabaron una versión bluegrass en su álbum de 1968 Wheatstraw Suite.
- El saxofonista estadounidense de jazz-funk Hank Crawford versionó la canción como un instrumental de saxo en su álbum de 1976 Tico Rico, lanzado con Kudu Records.
- David Lee Roth tocó la canción en vivo en su tour Skyscraper .
- The Forester Sisters lanzaron su álbum de 1988 Sincerely con la canción.
- El cantante canadiense de jazz Holly Cole versionó la canción en su álbum de 1997 Dark Dear Heart.
- El grupo musical canadiense de folk The Paperboys versionó la canción en su álbum de 1997 Molinos.
- John Pizzarelli versionó la canción en su álbum de 1999 John Pizzarelli Meets The Beatles.
- El cantante eslovaco Peter Lipa interpretó la canción en su álbum de 2003 Beatles in Blue(s).
- Tyler Hilton interpretó la canción en el programa de televisión American Dreams en 2004.
- El dúo folclórico de Austin, Dawn and Hawkes, interpretó la canción durante su audición a ciegas en el programa de televisión The Voice en 2014.
- La canción también fue versionada por Jim Sturgess en la película de 2007 "Across The Universe".
- Beatallica, una parodia de los Beatles y Metallica, grabó una canción llamada "I'll Just Bleed Your Face" en su álbum de 2009 Masterful Mystery Tour.
- La banda australiana Things of Stone and Wood versionó la canción en su álbum de 1995 The Man with the Perfect Hair.
- El dúo australiano de indie folk The April Maze versionó la canción en su álbum de 2012 Two.
- La banda argentina Los Jamiltons cantó la canción durante sus espectáculos con un tempo bajo y una versión casi coral.
- Capitán Cobarde hizo una adaptación de esta canción al castellano incluyéndola en su disco grabado en directo en 2015.